# Сант'Еузанио Форконезе (Л'Аквила)
Сант'Еузанио Форконезе (итал. Sant'Eusanio Forconese) је насеље у Италији у округу Л'Аквила, региону Абруцо.
Према процени из 2011. у насељу је живело 220 становника. Насеље се налази на надморској висини од 590 м.

## Становништво
Према резултатима пописа становништва 2011. у општини је живело 418 становника.
| 1936. | 1951. | 1961. | 1971. | 1981. | 1991. | 2001. | 2011. |
| ----- | ----- | ----- | ----- | ----- | ----- | ----- | ----- |
| 1.000 | 920   | 654   | 474   | 471   | 462   | 443   | 418   |